# Australymexylon fuscipennis
Australymexylon fuscipennis is een keversoort uit de familie Lymexylidae. De wetenschappelijke naam van de soort is voor het eerst geldig gepubliceerd in 1912 door Lea.